# Opération Grand Saut
Pendant la Seconde Guerre mondiale
L'opération Grand Saut (allemand : Unternehmen Weitsprung, la traduction correcte de Weitsprung étant toutefois saut en longueur) est une supposée opération allemande de la Seconde Guerre mondiale visant à assassiner simultanément Staline, Churchill et Roosevelt pendant la conférence de Téhéran en 1943. La réalité de ce projet, dont il existe plusieurs versions, reste sujet à caution et est mis en doute dans le monde occidental, certains y voyant une opération de désinformation du NKVD soviétique.

## L'opération

### Première version
Otto Skorzeny, chargé par Hitler de monter cette opération, la déclare finalement irréalisable. Son chef s'entêtant, cette opération est montée conjointement par les services secrets de l'Abwehr, de l'amiral Canaris, et du Sicherheitsdienst du SS-Brigadeführer Walter Schellenberg.
Du 22 au 27 novembre 1943, six groupes de parachutistes allemands, composés de criminels, tueurs professionnels, aventuriers, etc. de diverses nationalités atterrissent près de Qom et une soixantaine d'hommes, composée principalement de prisonniers de guerre soviétiques, tous en uniformes russes, est larguée dans les environs de Qazvin. Ce dernier groupe, noyauté par l'organisation communiste clandestine dans les camps de prisonniers, informa immédiatement le commandement soviétique. Le NKVD, ratissant large, arrêta au total 300 parachutistes qui furent transportés à Tabriz, dans le secteur soviétique, pour y être interrogés. Le groupe de Qom, quant à lui, gagna Téhéran sous la surveillance des services secrets britanniques.
Toutefois un groupe de six parachutistes, commandé par le sturmbannführer Rudolf von Holten-Pflug, n'avait pas atterri à l'endroit et parvint à Téhéran. Repéré par des informateurs, ce groupe est arrêté par les Britanniques[Quand ?]. Le 2 décembre, après la fin de la conférence, le groupe de Qom est également arrêté par les Britanniques.

### Seconde version
L'opération montée pour tuer les « Trois Grands » en Iran allait être conduite par le SS Obersturmbannführer Otto Skorzeny de la Waffen-SS. Cependant, des agents de l'Union soviétique découvrirent le complot dès le début, et la mission ne fut donc pas lancée.

## Controverse
Ce complot d'assassinat a été popularisé par les médias soviétiques avec des citations dans des films et des nouvelles. Cependant, de nombreux historiens supposent que ce complot n'a jamais existé mais est le résultat d'une campagne de désinformation soviétique lancée par le NKVD et relayée par le KGB.

## Version soviétique

### Début
Selon les services de renseignement soviétiques, les Services de renseignement allemands découvrirent qu'une conférence importante allait se tenir à Téhéran à la mi-octobre 1942, après avoir cassé un code secret de l'US Navy. Sur la base de cette information, Adolf Hitler approuva un projet en vue de tuer les trois leaders alliés. Le contrôle opérationnel fut confié au SS Ernst Kaltenbrunner, chef de l'Office central de la sécurité du Reich, lequel choisit Otto Skorzeny pour diriger la mission. L'espion allemand Elyesa Bazna (nom de code "Cicéron"), à Ankara (Turquie) fut aussi incorporé dans l'opération.

### Contre-espionnage

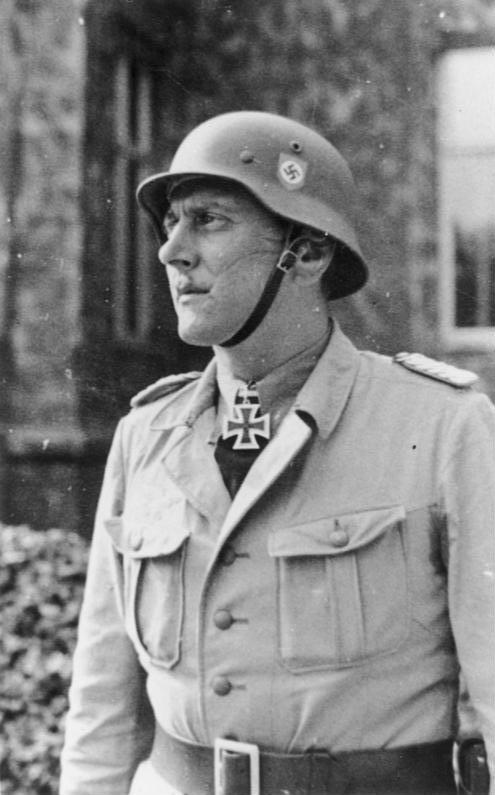
Otto Skorzeny en 1943

Le NKVD prétendit avoir rapidement découvert le complot malgré le secret nazi. Il déclara que le premier indice vint de l'agent soviétique Nikolaï Kouznetsov qui avait pris l'identité de Paul Siebert, un Oberleutnant de la Wehrmacht en Ukraine (pays occupé par les Allemands). De Von Ortel, un SS-Sturmbannführer connu pour devenir bavard sous l'emprise de l'alcool, l'agent soviétique apprit beaucoup sur l'opération.
Les soviétiques obtinrent plus d'information d'un de leurs espions, Gevork Vartanian, âgé de 19 ans, et qui avait recruté un petit nombre d'agents en Iran où son père, également espion, se faisait passer pour un riche négociant. En 1943, le groupe Vartanian localisa un commando avancé de six opérateurs radio parachutés près de Qom à 60 km de Téhéran. Les espions soviétiques suivirent les Allemands dans la capitale iranienne jusqu'à une villa où était installé un réseau de l'Abwehr.
Depuis cette villa, les Allemands envoyaient à Berlin, par radio, des rapports de renseignement. Ils ignoraient que leurs transmissions étaient enregistrées et décodées par les officiers du NKVD. Les décryptages révélaient qu'un second groupe d'opérationnels dirigé par Skorzeny serait largué sur l'Iran pour la tentative d'assassinat, à la mi-octobre. Les membres du groupe Vartanian connaissaient déjà Skorzeny car ils l'avaient suivi pendant la mission de reconnaissance personnelle qu'il avait faite à Téhéran.

### Annulation
À l'approche du mois d'octobre, la mission fut annulée. Berlin était supposé avoir reçu un code secret de Téhéran indiquant que ses agents avaient découvert qu'ils étaient sous surveillance.
En 1984, Vartanian reçut la récompense pour son rôle dans la découverte de l'opération Grand Saut. Il reçut la médaille de l'étoile d'or de Héros de l'Union soviétique pour ses services pendant la Seconde Guerre mondiale et la Guerre froide.

## Incrédulité occidentale
Quand Staline informa Churchill et Roosevelt du complot, quelques membres des délégations américaine et britannique doutèrent de son existence — de toute évidence parce que les informations provenaient d'une source du renseignement soviétique. En Grande-Bretagne, le Comité Conjoint du Renseignement du Cabinet de Guerre, considérant le sujet après coup, conclut que le soi-disant complot allemand contre les Trois Grands était une « baudruche dégonflée ».

### Scepticisme historique
Les études occidentales ont continué à douter de l'histoire soviétique pour plusieurs raisons :
- le réseau d'espionnage allemand en Iran avait été détruit à la mi-1943, bien avant que Téhéran fût choisi comme lieu de la rencontre ;
- plus de 3 000 soldats des troupes de sécurité du NKVD ont gardé la ville pendant la conférence, sans incidents ;
- Roosevelt et Churchill se déplacèrent à pied ou en jeep ouverte pendant les trois journées de leur séjour à Téhéran[2].

Plus tard, après la guerre, Skorzeny déclara qu'il n'y eut jamais une opération de commando. De mémoire, il se rappela un entretien avec Hitler et Walter Schellenberg, responsable de la branche « renseignements à l'étranger » (SD Ausland) du Sicherheitsdienst. L'assassinat de Churchill fut débattu, mais Skorzeny déclara avoir dit au Führer que l'idée était irréalisable et qu'Hitler était d'accord avec lui. Skorzeny écrivit que « le Grand Saut a réellement existé dans l'imagination d'un petit groupe d'amateurs de fiction […]. ». Il s'en prit également aux sources russes qui se référaient continuellement au Sturmbannführer Paul von Oertel, disant qu'il n'a  simplement jamais existé.
Cependant, l'histoire demeure un grand sujet d'intérêt pour les Russes. En 2003, l'écrivain russe Youri Kouznets tint une conférence de presse au Ministère du Renseignement étranger à Moscou pour promouvoir son Téhéran-43. En 2007, une firme russe de télévision fit la promotion d'un documentaire avec le titre Le Lion et l'Ours, qui mettait en scène le Grand Saut et le fit présenter par la petite-fille de Churchill, Celia Sandys.